# Championnats du monde de biathlon 1977
Les Championnats du monde de biathlon 1977 se tiennent à Vingrom (Norvège), du 10 au 13 mars 1977.

## Les résultats
| Épreuves            | Or                                                                                         | Argent                                                         | Bronze                                                                    |
| Hommes              | Hommes                                                                                     | Hommes                                                         | Hommes                                                                    |
| ------------------- | ------------------------------------------------------------------------------------------ | -------------------------------------------------------------- | ------------------------------------------------------------------------- |
| Sprint (10 km)      | Alexandre Tikhonov (URS)                                                                   | Nikolaï Krouglov (URS)                                         | Alexander Ushakov (URS)                                                   |
| Individuel (20 km)  | Heikki Ikola (FIN)                                                                         | Sigleif Johansen (NOR)                                         | Alexandre Tikhonov (URS)                                                  |
| Relais (4 × 7,5 km) | Union soviétique Alexandre Tikhonov Aleksandr Yelizarov Alexander Ushakov Nikolaï Krouglov | Finlande Erkki Antila Raimo Seppänen Simo Halonen Heikki Ikola | Allemagne de l'Est Manfred Beer Klaus Siebert Frank Ullrich Manfred Geyer |

## Le tableau des médailles
| Médailles | Pays               | Or | Argent | Bronze | Ensemble |
| --------- | ------------------ | -- | ------ | ------ | -------- |
| 1         | Union soviétique   | 2  | 1      | 2      | 5        |
| 2         | Finlande           | 1  | 1      | 0      | 2        |
| 3         | Norvège            | 0  | 1      | 0      | 1        |
| 4         | Allemagne de l'Est | 0  | 0      | 1      | 1        |